# Seznam evroposlancev iz Italije (1999–2004)
Seznam evroposlancev iz Italije' v mandatu 1999-2004.

## A
- Generoso Andria (Evropska ljudska stranka - Evropski demokrati)
- Roberta Angelilli (Zveza za Evropo narodov)

## B
- Paolo Bartolozzi (Evropska ljudska stranka - Evropski demokrati)
- Sergio Berlato (Zveza za Evropo narodov)
- Fausto Bertinotti (Evropska združena levica – Zelena nordijska levica)
- Roberto Felice Bigliardo (Zveza za Evropo narodov)
- Guido Bodrato (Evropska ljudska stranka - Evropski demokrati)
- Emma Bonino (Neodvisni)
- Mario Borghezio (Neodvisni)
- Enrico Boselli (Stranka evropskih socialistov)
- Giuseppe Brienza (Evropska ljudska stranka - Evropski demokrati)
- Renato Brunetta (Evropska ljudska stranka - Evropski demokrati)

## C
- Giorgio Calò (Evropska liberalna, demokratska in reformna stranka)
- Marco Cappato (Neodvisni)
- Massimo Carraro (Stranka evropskih socialistov)
- Giorgio Celli (Skupina Zelenih-Evropska svobodna zveza)
- Luigi Cesaro (Evropska ljudska stranka - Evropski demokrati)
- Luigi Cocilovo (Evropska ljudska stranka - Evropski demokrati)
- Armando Cossutta (Evropska združena levica – Zelena nordijska levica)
- Paolo Costa (Evropska liberalna, demokratska in reformna stranka)
- Raffaele Costa (Evropska ljudska stranka - Evropski demokrati)

## D
- Gianfranco Dell'alba (Neodvisni)
- Benedetto Della vedova (Neodvisni)
- Marcello Dell'utri (Evropska ljudska stranka - Evropski demokrati)
- Luigi Ciriaco De Mita (Evropska ljudska stranka - Evropski demokrati)
- Giuseppe Di Lello Finuoli (Evropska združena levica – Zelena nordijska levica)
- Antonio Di Pietro (Evropska liberalna, demokratska in reformna stranka)
- Olivier Dupuis (Neodvisni)

## E
- Michl Ebner (Evropska ljudska stranka - Evropski demokrati)

## F
- Carlo Fatuzzo (Evropska ljudska stranka - Evropski demokrati)
- Giovanni Claudio Fava (Stranka evropskih socialistov)
- Enrico Ferri (Evropska ljudska stranka - Evropski demokrati)
- Francesco Fiori (Evropska ljudska stranka - Evropski demokrati)
- Marco Formentini (Evropska liberalna, demokratska in reformna stranka)

## G
- Giuseppe Gargani (Evropska ljudska stranka - Evropski demokrati)
- Jas Gawronski (Evropska ljudska stranka - Evropski demokrati)
- Vitaliano Gemelli (Evropska ljudska stranka - Evropski demokrati)
- Fiorella Ghilardotti (Stranka evropskih socialistov)
- Gian Paolo Gobbo (Neodvisni)

## I
- Renzo Imbeni (Stranka evropskih socialistov)

## L
- Vincenzo Lavarra (Stranka evropskih socialistov)
- Giorgio Lisi (Evropska ljudska stranka - Evropski demokrati)
- Raffaele Lombardo (Evropska ljudska stranka - Evropski demokrati)

## M
- Lucio Manisco (Evropska združena levica – Zelena nordijska levica)
- Mario Mantovani (Evropska ljudska stranka - Evropski demokrati)
- Franco Marini (Evropska ljudska stranka - Evropski demokrati)
- Claudio Martelli (Evropska liberalna, demokratska in reformna stranka)
- Mario Clemente Mastella (Evropska ljudska stranka - Evropski demokrati)
- Mario Mauro (Evropska ljudska stranka - Evropski demokrati)
- Pietro Mennea (Neodvisni)
- Domenico Mennitti (Evropska ljudska stranka - Evropski demokrati)
- Reinhold Messner (Skupina Zelenih-Evropska svobodna zveza)
- Luisa Morgantini (Evropska združena levica – Zelena nordijska levica)
- Cristiana Muscardini (Zveza za Evropo narodov)
- Francesco Musotto (Evropska ljudska stranka - Evropski demokrati)
- Antonio Mussa (Zveza za Evropo narodov)
- Sebastiano Musumeci (Zveza za Evropo narodov)

## N
- Pasqualina Napoletano (Stranka evropskih socialistov)
- Giorgio Napolitano (Stranka evropskih socialistov)
- Giuseppe Nistico' (Evropska ljudska stranka - Evropski demokrati)
- Mauro Nobilia (Zveza za Evropo narodov)

## P
- Elena Ornella Paciotti (Stranka evropskih socialistov)
- Marco Pannella (Neodvisni)
- Paolo Pastorelli (Evropska ljudska stranka - Evropski demokrati)
- Giuseppe Pisicchio (Evropska ljudska stranka - Evropski demokrati)
- Giovanni Pittella (Stranka evropskih socialistov)
- Guido Podestà (Evropska ljudska stranka - Evropski demokrati)
- Adriana Poli Bortone (Zveza za Evropo narodov)
- Giovanni Procacci (Evropska liberalna, demokratska in reformna stranka)

## R
- Giorgio Ruffolo (Stranka evropskih socialistov)
- Francesco Rutelli (Evropska liberalna, demokratska in reformna stranka)

## S
- Guido Sacconi (Stranka evropskih socialistov)
- Giacomo Santini (Evropska ljudska stranka - Evropski demokrati)
- Amalia Sartori (Evropska ljudska stranka - Evropski demokrati)
- Luciana Sbarbati (Evropska liberalna, demokratska in reformna stranka)
- Umberto Scapagnini (Evropska ljudska stranka - Evropski demokrati)
- Mariotto Segni (Zveza za Evropo narodov)
- Francesco Enrico Speroni (Neodvisni)

## T
- Antonio Tajani (Evropska ljudska stranka - Evropski demokrati)
- Bruno Trentin (Stranka evropskih socialistov)
- Franz Turchi (Zveza za Evropo narodov)
- Maurizio Turco (Neodvisni)

## V
- Gianni Vattimo (Stranka evropskih socialistov)
- Walter Veltroni (Stranka evropskih socialistov)
- Luigi Vinci (Evropska združena levica – Zelena nordijska levica)
- Demetrio Volcic (Stranka evropskih socialistov)

## Z
- Stefano Zappala' (Evropska ljudska stranka - Evropski demokrati)